# Tipula (Vestiplex) coquillettiana
Tipula (Vestiplex) coquillettiana is een tweevleugelige uit de familie langpootmuggen (Tipulidae). De soort komt voor in het Palearctisch gebied.